# Lasiocercis ziczac
Lasiocercis ziczac är en skalbaggsart som beskrevs av Stefan von Breuning 1971. Lasiocercis ziczac ingår i släktet Lasiocercis och familjen långhorningar.
Artens utbredningsområde är Madagaskar. Inga underarter finns listade i Catalogue of Life.